# 长秃
长秃（?—?），兀良哈氏，明代漠南蒙古朵颜卫领主。先祖是成吉思汗的四獒者勒蔑，朵颜卫都督花当曾孙，革兰台第八子。
他有部落三百余，在长城界岭口塞北，明朝封他为都指挥佥事。嘉靖年间，多次纠合察哈尔部进攻明朝边疆。嘉靖四十三年（1564年），参与三路攻打山海关，被击退。隆庆年间，联合察哈尔部攻入明朝边塞。万历三年（1575年），他和侄子长昂进攻董家口塞，被戚继光生擒。其弟董狐狸、兀鲁思罕和长昂至蓟镇向戚继光请罪，长秃获释。万历四年（1576年），与黑石炭、布延、董狐狸率领三万人帮助速把亥侵犯辽东。万历十二年（1584年），再度南下，被辽东总兵李成梁击败，一百多人被斩杀。